# Presídio de São Fernando do Rio Içá
O Presídio de São Fernando do Rio Içá localiza-se acima da foz do rio Içá, afluente da margem esquerda do rio Solimões, atual município de Santo Antônio do Içá, no estado do Amazonas, no Brasil.

## História
SOUZA (1885) menciona que um presídio (estabelecimento militar de colonização) teria sido fundado um pouco acima da foz do rio Içá em 1763, por determinação do governador e Capitão-general do Estado do Grão-Pará e Maranhão, Fernão da Costa de Ataíde Teive Sousa Coutinho (1763-1772), fronteiro ao Presídio de San Joaquin, erguido por forças espanholas. Com o nome de Presídio de São Fernando do rio Içá, dele só existia a tradição (op. cit., p. 62; GARRIDO, 1940:15).
Esta fortificação encontra-se referida pelo estudioso e viajante alemão Johann Baptiste von Spix ("Viagem pelo Brasil 1817-1820"), testemunha indireta da dinâmica portuguesa naquela região fronteiriça:
"A 24 de dezembro [de 1819] alcancei o quartel militar do rio Içá, que nasce a noroeste, na Cordilheira [dos Andes], onde é chamado [de rio] Putumayo, e verte as suas águas pretas pelo lado setentrional, no [rio] Solimões. (...) O [rio] Içá era outrora ocupado pelos espanhóis até à sua foz. Atualmente, porém, com o avanço dos portugueses, a ocupação militar desse rio retrocedeu trinta léguas."
BARRETTO (1958) relaciona este estabelecimento simplesmente como Presídio do Içá (op. cit., p. 72).